# Нагірний голуб
Нагірний голуб (Petrophassa) — рід голубових. Містить 2 види.

## Поширення
Поширені в Австралії.

## Морфологія
Довжина тіла коливається від 28 до 31 см. Статевий диморфізм виражений незначною мірою. Оперення тіла в основному темно-оливково-коричневого кольору. Голова, шия, спина і груди сірі.

## Поведінка
Пристосовані у дуже великій мірі до життя на землі в посушливих місцях. Їжа складається в основному з насіння. Гніздо розташовується прямо на землі або на скелястому оголенні. Кладка складається з двох яєць, інкубаційний період триває від 16 до 18 днів.